# Kamenka (Oblast de Penza)
Kamenka (em russo:  Ка́менка) é uma cidade em Oblast de Penza, na Rússia, localizada na margem do rio Atmis, a 80 km ao oeste de Penza. Tinha uma população de 40.400 habitantes em 2005, e de 40.712 (Censo de 2002).
Kamenka foi fundada no século XVIII e garantiu o nível de cidade em 1951.